# Tamira Paszek
Tamira Shelah Paszek, née le 6 décembre 1990 à Dornbirn en Autriche, est une joueuse de tennis autrichienne, professionnelle depuis octobre 2005.

## Carrière tennistique
En junior, Tamira Paszek dispute la finale du simple filles à Wimbledon en 2005, et à l'US Open l'année suivante.
En septembre 2006, alors classée 259e mondiale et issue des qualifications, elle s'impose à l'Open de Slovénie. À la fin de l'année, elle intègre le top 200.
2007 voit Tamira Paszek enregistrer une progression particulièrement spectaculaire au classement WTA, avec un bond de presque 150 places en douze mois. Si elle ne gagne pas de tournoi, elle atteint les huitièmes de finale à Wimbledon et à l'US Open, en sortant à chaque fois deux joueuses du top 25.
En dépit d'un succès face à la numéro un mondiale Ana Ivanović à l'Open du Canada (en août) et d'une finale disputée à Bali (en septembre), l'année 2008 s'avère plus délicate. En Grand Chelem, elle ne fait pas mieux qu'un deuxième tour à l'US Open et, avec un bilan de seize victoires pour dix-huit défaites, elle conclut l'année au 73e rang. Victime de diverses blessures en 2009, elle poursuit sa chute au classement mondial (185e au terme de la saison, dix victoires pour douze défaites).
En septembre 2010, après s'être extirpée des qualifications, elle décroche le 2d titre de sa carrière à Québec, ne concédant qu'un set en huit matchs (en finale, face à Bethanie Mattek-Sands) ; au bénéfice de ce résultat, elle fait son retour dans le top 100, passant du 151e au 92e rang.
Auteur d'une première moitié de saison 2011 sans relief, le réveil de Tamira Paszek sonne à Wimbledon où elle parvient à se hisser en quart de finale, non sans avoir éliminé la 7e mondiale Francesca Schiavone au 3e tour.
En 2012, après un mauvais début de saison (2 victoires pour 10 défaites), elle se réveille au tournoi d'Eastbourne, qu'elle remporte face à Angelique Kerber au terme d'un match accroché (5-7, 6-3, 7-5).
À Wimbledon, elle confirme son regain de forme sur gazon où elle élimine Caroline Wozniacki au 1er tour après un match intense de plus de 3 heures, sur le score de 5-7, 7-64, 6-4, non sans avoir sauvé 2 balles de match à 5-7, 5-6. Elle balaye au second tour la Française Alizé Cornet sur le score de 6-2, 6-1. Elle refait parler son talent et sa grande combativité au 3e tour en éliminant la Belge Yanina Wickmayer 2-6, 7-6, 7-5. Elle atteint les quarts de finale pour la deuxième année consécutive en évinçant Roberta Vinci en deux petits sets, avant de s'incliner comme l'année passée face à Victoria Azarenka 6-3, 7-6.
En 2013, elle réalise une première partie de saison catastrophique. À l'aube de Roland-Garros, elle affiche seulement 1 victoire pour 13 défaites. La saison sur gazon s'avère être peu probante en dépit d'un grand nombre de points à défendre. Elle est éliminée au 1er tour des tournois de Eastbourne et de Wimbledon. Elle quitte le top 100 à l'issue du tournoi de Wimbledon (alors qu'elle était encore dans le top 30 au début du mois de juin 2013).
En octobre 2013, alors redescendue à la 218e place mondiale, elle parvient à se hisser jusqu'en finale du tournoi ITF de Limoges, battue en trois sets par la Tchèque Kristýna Plíšková. Elle réintègre le top 200 (199e) à la suite de ce résultat.
En juin 2017, elle annonce prendre une pause de durée indéfinie après qu'une névralgie du trijumeau lui ait été diagnostiquée. Elle n'avait plus joué sur le circuit WTA depuis janvier 2016.
Elle revient sur le circuit ITF fin 2020.

## Palmarès

### Titres en simple dames
| No | Date       | Nom et lieu du tournoi              | Catégorie | Dotation  | Surface         | Finaliste             | Score          |          |
| -- | ---------- | ----------------------------------- | --------- | --------- | --------------- | --------------------- | -------------- | -------- |
| 1  | 18-09-2006 | Banka Koper Slovenia Open, Portorož | Tier IV   | 145 000 $ | Dur (ext.)      | Maria Elena Camerin   | 7-5, 6-1       | Parcours |
| 2  | 13-09-2010 | Challenge Bell, Québec              | Intern'l  | 220 000 $ | Moquette (int.) | Bethanie Mattek-Sands | 7-66, 2-6, 7-5 | Parcours |
| 3  | 18-06-2012 | AEGON International, Eastbourne     | Premier   | 637 000 $ | Gazon (ext.)    | Angelique Kerber      | 5-7, 6-3, 7-5  | Parcours |

### Finale en simple dames
| No | Date       | Nom et lieu du tournoi       | Catégorie | Dotation  | Surface    | Vainqueure     | Score    |          |
| -- | ---------- | ---------------------------- | --------- | --------- | ---------- | -------------- | -------- | -------- |
| 1  | 08-09-2008 | C. Bank Tennis Classic, Bali | Tier III  | 225 000 $ | Dur (ext.) | Patty Schnyder | 6-3, 6-0 | Parcours |

## Parcours en Grand Chelem

### En simple dames
| Année | Open d'Australie | Open d'Australie | Internationaux de France | Internationaux de France | Wimbledon       | Wimbledon           | US Open         | US Open              |
| ----- | ---------------- | ---------------- | ------------------------ | ------------------------ | --------------- | ------------------- | --------------- | -------------------- |
| 2007  | 2e tour (1/32)   | Vera Zvonareva   | 2e tour (1/32)           | Justine Henin            | 1/8 de finale   | Svetlana Kuznetsova | 1/8 de finale   | Anna Chakvetadze     |
| 2008  | 1er tour (1/64)  | Jelena Janković  | 1er tour (1/64)          | Timea Bacsinszky         | 1er tour (1/64) | Francesca Schiavone | 2e tour (1/32)  | Magdaléna Rybáriková |
| 2009  | 1er tour (1/64)  | Jelena Dokić     | 1er tour (1/64)          | Gisela Dulko             | 1er tour (1/64) | Virginie Razzano    | —               | —                    |
| 2010  | 1er tour (1/64)  | Julia Görges     | —                        | —                        | Q2              | Kurumi Nara         | 2e tour (1/32)  | Chan Yung-Jan        |
| 2011  | 1er tour (1/64)  | Vania King       | 1er tour (1/64)          | Peng Shuai               | 1/4 de finale   | Victoria Azarenka   | 1er tour (1/64) | Akgul Amanmuradova   |
| 2012  | 1er tour (1/64)  | Serena Williams  | 1er tour (1/64)          | Peng Shuai               | 1/4 de finale   | Victoria Azarenka   | 1er tour (1/64) | Olga Govortsova      |
| 2013  | 2e tour (1/32)   | Madison Keys     | 1er tour (1/64)          | Melanie Oudin            | 1er tour (1/64) | Alexandra Cadanțu   | Q2              | Andrea Hlaváčková    |
| 2014  | Q2               | Duan Ying-Ying   | 2e tour (1/32)           | Dominika Cibulková       | 1er tour (1/64) | Kirsten Flipkens    | Q2              | Irena Pavlovic       |
| 2015  | —                | —                | Q3                       | Sesil Karatantcheva      | 1er tour (1/64) | Casey Dellacqua     | Q3              | Johanna Konta        |
| 2016  | 1er tour (1/64)  | Roberta Vinci    | Q1                       | Sara Sorribes Tormo      | 1er tour (1/64) | Elena Vesnina       | Q1              | Viktoriya Tomova     |

N.B. : à droite du résultat se trouve le nom de l'ultime adversaire.

### En double dames
| Année | Open d'Australie               | Open d'Australie           | Internationaux de France       | Internationaux de France  | Wimbledon                       | Wimbledon                  | US Open                   | US Open                        |
| ----- | ------------------------------ | -------------------------- | ------------------------------ | ------------------------- | ------------------------------- | -------------------------- | ------------------------- | ------------------------------ |
| 2007  | —                              | —                          | 1er tour (1/32) B. Z. Strýcová | N. Grandin L. Granville   | 1er tour (1/32) S. Bammer       | E. Dementieva F. Pennetta  | 1er tour (1/32) S. Bammer | D. Hantuchová M. Hingis        |
| 2008  | 1er tour (1/32) S. Bammer      | V. Azarenka S. Peer        | 1er tour (1/32) G. Navrátilová | T. Bacsinszky A. Cornet   | 1er tour (1/32) J. Wöhr         | S. Errani F. Schiavone     | 2e tour (1/16) T. Garbin  | J. Ditty C. Gullickson         |
| 2009  | 1er tour (1/32) I. Şenoğlu     | K. Jans A. Rosolska        | 1er tour (1/32) M. Domachowska | J. Ditty M. Salerni       | 1er tour (1/32) O. Savchuk      | D. Hantuchová A. Sugiyama  | —                         | —                              |
| 2010  | 1er tour (1/32) A. Chakvetadze | A. Hlaváčková L. Hradecká  | —                              | —                         | —                               | —                          | —                         | —                              |
| 2011  | 1er tour (1/32) T. Pironkova   | Cara Black An. Rodionova   | 1er tour (1/32) T. Pironkova   | R. Voráčová G. Voskoboeva | 1er tour (1/32) S. Klemenschits | D. Hantuchová A. Radwańska | 1er tour (1/32) M. Lučić  | A. Pavlyuchenkova V. Zvonareva |
| 2012  | 2e tour (1/16) J. Wöhr         | D. Hantuchová A. Radwańska | 1er tour (1/32) J. Wöhr        | V. King Y. Shvedova       | 2e tour (1/16) C. McHale        | S. Errani R. Vinci         | 3e tour (1/8) A. Kerber   | Chuang C.J. Zhang S.           |
| 2013  | 1er tour (1/32) S. Cîrstea     | V. Lepchenko Zheng S.      | 1er tour (1/32) C. McHale      | K. Date A. Parra          | 2e tour (1/16) C. McHale        | E. Makarova E. Vesnina     | —                         | —                              |

N.B. : le nom de la partenaire se trouve sous le résultat ; le nom des ultimes adversaires se trouve à droite.

### En double mixte
| Année | Open d'Australie             | Open d'Australie        | Internationaux de France | Internationaux de France | Wimbledon                     | Wimbledon                  | US Open                 | US Open                   |
| ----- | ---------------------------- | ----------------------- | ------------------------ | ------------------------ | ----------------------------- | -------------------------- | ----------------------- | ------------------------- |
| 2007  | —                            | —                       | —                        | —                        | 2e tour (1/16) Marcelo Melo   | Květa Peschke Pavel Vízner | —                       | —                         |
| 2008  | 1er tour (1/16) Marcelo Melo | J. Husárová Fyrstenberg | —                        | —                        | —                             | —                          | —                       | —                         |
| 2011  | —                            | —                       | —                        | —                        | —                             | —                          | 1er tour (1/16) A. Peya | J. Gajdošová Bruno Soares |
| 2012  | —                            | —                       | —                        | —                        | 3e tour (1/8) Julian Knowle   | Julia Görges Daniel Nestor | —                       | —                         |
| 2013  | 1er tour (1/16) A. Peya      | Yan Zi S. González      | —                        | —                        | —                             | —                          | —                       | —                         |
| 2016  | —                            | —                       | —                        | —                        | 1er tour (1/32) Florin Mergea | L. Siegemund Artem Sitak   | —                       | —                         |

N.B. : le nom du partenaire se trouve sous le résultat ; le nom des ultimes adversaires se trouve à droite.

## Parcours en «Premier Mandatory» et «Premier 5»
Découlant d'une réforme du circuit WTA inaugurée en 2009, les tournois WTA « Premier Mandatory » et « Premier 5 » constituent les catégories d'épreuves les plus prestigieuses, après les quatre levées du Grand Chelem.

### En simple dames
| Année |              | Premier Mandatory            | Premier Mandatory                | Premier Mandatory        | Premier Mandatory          |       | Premier 5 | Premier 5                     | Premier 5                  | Premier 5                | Premier 5                    | Premier 5                  | Premier 5                  |
| Année | Indian Wells | Miami                        | Madrid                           | Pékin                    |                            | Dubaï | Rome      | Canada                        | Cincinnati                 | Tokyo                    | Tokyo                        |                            |                            |
| Année | Indian Wells | Miami                        | Madrid                           | Pékin                    | Doha                       |       | Rome      | Canada                        | Cincinnati                 | Tokyo                    | Tokyo                        |                            |                            |
| Année | Indian Wells | Miami                        | Madrid                           | Pékin                    |                            |       | Rome      | Canada                        | Cincinnati                 | Tokyo                    | Tokyo                        |                            |                            |
| 2009  |              | 2e tour (1/32) A. Kleybanova | 2e tour (1/32) S. Kuznetsova     |                          |                            |       |           | 1er tour (1/32) K. Kanepi     |                            |                          |                              |                            |                            |
| 2010  |              | 1er tour (1/64) J. Coin      | 2e tour (1/32) A. Pavlyuchenkova |                          |                            |       |           |                               |                            |                          |                              |                            |                            |
| 2011  |              | 1er tour (1/64) A. Medina    |                                  |                          | 3e tour (1/8) M. Kirilenko |       |           |                               | 1er tour (1/32) E. Vesnina |                          |                              | 1er tour (1/32) C. McHale  | 1er tour (1/32) C. McHale  |
| 2012  |              | 2e tour (1/32) L. Šafářová   | 1er tour (1/64) A. Tatishvili    | 1er tour (1/32) S. Soler | 2e tour (1/16) E. Vesnina  |       |           | 1er tour (1/32) A. Keothavong |                            | 1/4 de finale P. Kvitová | 1er tour (1/32) S. Arvidsson | 2e tour (1/16) V. Azarenka | 2e tour (1/16) V. Azarenka |
| 2013  |              | 2e tour (1/32) M. Burdette   | 2e tour (1/32) S. Halep          |                          |                            |       |           | 1er tour (1/32) A. Ivanović   |                            |                          |                              |                            |                            |

Sous le résultat, l’ultime adversaire.

### En double dames
| 2009 |   |   |   |   |   |   |   |                                                                                 |  |                                                                             |   |   |   |   |   |   |   |   |  |  |
| —    | — | — | — | — | — | — | — | 1er tour (1/16) Kanepi \|\| style="text-align:left;" \| Kutuzova Lapushchenkova |  |                                                                             | — | — | — | — | — | — | — | — |  |  |
| 2013 |   |   |   |   |   |   |   |                                                                                 |  |                                                                             |   |   |   |   |   |   |   |   |  |  |
|      |   |   |   |   |   |   |   |                                                                                 |  | 2e tour (1/8) Zakopalová \|\| style="text-align:left;" \| Petrova Srebotnik |   |   |   |   |   |   |   |   |  |  |

N.B. : le nom de la partenaire se trouve sous le résultat ; le nom des ultimes adversaires se trouve à droite.

## Parcours aux Jeux olympiques

### En simple dames
| # | Date       | Nom de l'olympiade             | Surface      | Résultat        | Ultime adversaire | Score     |          |
| - | ---------- | ------------------------------ | ------------ | --------------- | ----------------- | --------- | -------- |
| 1 | 28/07/2012 | Olympic Tennis Event Wimbledon | Gazon (ext.) | 1er tour (1/32) | Alizé Cornet      | 7-67, 6-4 | Parcours |

## Parcours en Fed Cup
| #                                                                  | Date       | Lieu       | Surface      | Gagnante(s)                 | Perdante(s)                    | Score          |          |
|                                                                    |            |            |              |                             |                                |                |          |
| 2005 - 1/4 de finale (groupe mondial) - Autriche - France - 1 : 4  |            |            |              |                             |                                |                |          |
| 1                                                                  | 23/04/2005 | Pörtschach | Terre (ext.) | Virginie Razzano            | Tamira Paszek                  | 6-3, 6-3       | Parcours |
| 1                                                                  | 23/04/2005 | Pörtschach | Terre (ext.) | Nathalie Dechy              | Tamira Paszek                  | 7-65, 6-2      | Parcours |
|                                                                    |            |            |              |                             |                                |                |          |
| 2005 - Barrage (groupe mondial I) - Suisse - Autriche - 1 : 4      |            |            |              |                             |                                |                |          |
| 2                                                                  | 09/07/2005 | Lausanne   | Terre (ext.) | Tamira Paszek               | Timea Bacsinszky               | 6-3, 6-3       | Parcours |
| 2                                                                  | 09/07/2005 | Lausanne   | Terre (ext.) | Tamira Paszek               | Myriam Casanova                | 6-1, 6-3       | Parcours |
|                                                                    |            |            |              |                             |                                |                |          |
| 2006 - 1/4 de finale (groupe mondial) - Espagne - Autriche - 5 : 0 |            |            |              |                             |                                |                |          |
| 3                                                                  | 22/04/2006 | Valence    | Terre (ext.) | M. A. Sánchez               | Tamira Paszek                  | 6-4, 6-75, 7-5 | Parcours |
|                                                                    |            |            |              |                             |                                |                |          |
| 2007 - 1er tour (groupe mondial II) - Autriche - Australie - 4 : 1 |            |            |              |                             |                                |                |          |
| 4                                                                  | 21/04/2007 | Dornbirn   | Terre (int.) | Tamira Paszek               | Samantha Stosur                | 6-1, 6-1       | Parcours |
| 4                                                                  | 21/04/2007 | Dornbirn   | Terre (int.) | Tamira Paszek               | Alicia Molik                   | 6-4, 6-2       | Parcours |
|                                                                    |            |            |              |                             |                                |                |          |
| 2007 - Barrage (groupe mondial I) - Autriche - Israël - 1 : 4      |            |            |              |                             |                                |                |          |
| 5                                                                  | 14/07/2007 | Linz       | Terre (ext.) | Shahar Peer                 | Tamira Paszek                  | 6-4, 6-4       | Parcours |
| 5                                                                  | 14/07/2007 | Linz       | Terre (ext.) | Tzipora Obziler Shahar Peer | Melanie Klaffner Tamira Paszek | 6-3, 6-1       | Parcours |
|                                                                    |            |            |              |                             |                                |                |          |
| 2008 - Barrage (groupe mondial II) - Autriche - Suisse - 2 : 3     |            |            |              |                             |                                |                |          |
| 6                                                                  | 26/04/2008 | Dornbirn   | Dur (int.)   | Patty Schnyder              | Tamira Paszek                  | 6-75, 6-2, 6-1 | Parcours |
| 6                                                                  | 26/04/2008 | Dornbirn   | Dur (int.)   | Stefanie Vögele             | Tamira Paszek                  | 4-6, 6-1, 7-5  | Parcours |

## Classements WTA en fin de saison
| Année          | 2005 | 2006 | 2007 | 2008 | 2009 | 2010 | 2011 | 2012 | 2013 | 2014 | 2015 | 2016 | 2017 | 2018 | 2019 | 2020 | 2021 | 2022 | 2023 | 2024 |
| Rang en simple | 365  | 181  | 42   | 73   | 186  | 90   | 43   | 30   | 181  | 133  | 171  | 125  | –    | –    | –    | 492  | 778  | 1154 | 388  | 366  |
| Rang en double | –    | –    | 894  | 313  | 847  | 480  | 864  | 95   | 117  | 364  | 384  | 463  | –    | –    | –    | –    | 738  | –    | –    | 528  |

Source : (en) Classements de Tamira Paszek sur le site officiel de la Fédération internationale de tennis